# Cruz Bay

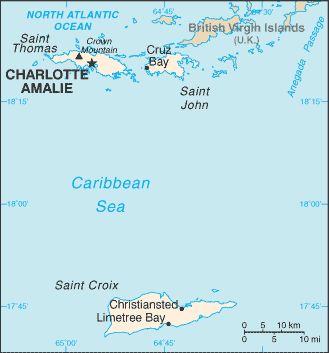
Cruz Bays läge i Amerikanska Jungfruöarna.

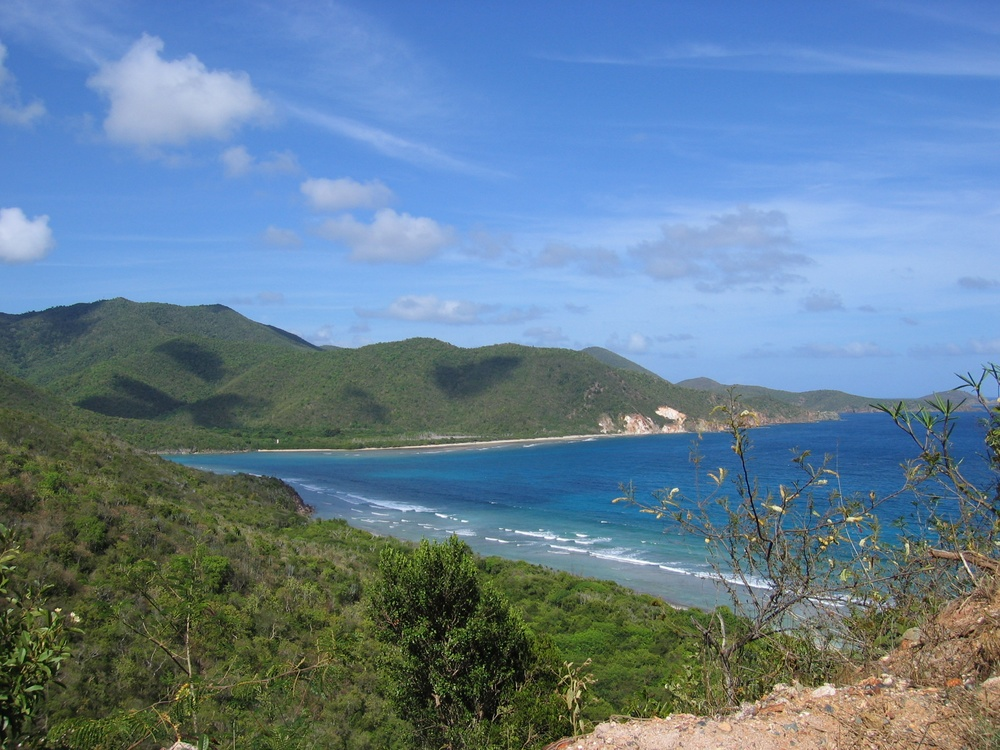
Del av nationalparken.

Cruz Bay är huvudort på ön Saint John, en av Amerikanska Jungfruöarna i Västindien.

## Historia
Efter att danskarna på Saint Thomas tagit grannön Saint John i besittning 1718, grundades Cruz Bay som en hamn för öns västliga del kring plantageodlingar. Sedermera kom bosättningen att bli huvudort för hela ön.
Staden och ön såldes av Danmark till USA för 25 miljoner dollar den 12 december 1916, men den formella överlämningsceremonin hölls först den 31 mars 1917.
1955 flyttade tenorsångaren Ivan Jadan med sin fru Doris till staden och levde och arbetade där fram till sin död 1995.

## Staden
Cruz Bay är belägen runt vikarna Frank Bay, Turner Bay och Great Cruz Bay på öns västra del. Staden är knutpunkt för öns vägsystem. Den har 2 866 invånare (2010).
Centrum utgörs av området kring hamnen, det lilla torget Main Square och gatan Hill street. Där finns förutom en rad restauranger och shoppinggallerior även några historiska byggnader som Catholic Church (katolska kyrkan), Episcopal Church (episkopalkyrkan) och Lutheran Church (lutherska kyrkan) och The Battery / Government House, ett fort byggt på 1700-talet. Vid hamnen finns färjeterminalen med dagliga förbindelser till huvudön Saint Thomas och flera öar bland de Brittiska Jungfruöarna.
Förutom förvaltningsbyggnader, sjukhus, postkontor och två banker finns även ett museum "Elaine I. Sprauve Library and Museum" som bland annat visar bruksföremål från öns historia och "Ivan Jadan Museum" över den ryske tenorens liv.
Större delen av ön är nationalpark och huvudkontoret "Virgin Islands National Park Visitor Center" ligger i hamnen.
Stadens hamn är ett populärt mål för såväl kryssningsfartyg som större och mindre fritidsbåtar.